# 政剣マニフェスティア
『政剣マニフェスティア』は、DMM.comより配信されていたブラウザゲーム。サービス期間は2016年2月2日 - 2020年7月10日。基本プレイ無料（アイテム課金制）。
2021年5月18日にテクノードよりSteamオフライン版が配信。同バージョンについても本項で扱う。

## 概要
「政霊」を操り「政剣」奪取を目指す魔物「ヤトー」を「戦挙」で倒すのが目的のタワーディフェンス型シミュレーションゲーム。通常のタワーディフェンスと違い、「政霊」を自由に動かして「砦」や「城」を攻略する。
開発担当はテクノード。代表取締役の鎌田寛昭のインタビューによると、開発当時のタワーディフェンスは海外のものが多く、日本人に合いそうなビジュアルのものは少なかった。そのため、女の子が出てくるタワーディフェンスが作りたいと考え、本作品の開発が始まった。
2016年2月にサービス開始。開始当初は事前登録もなくひっそりとしたリリースであり、存続も危惧されたが、その後ゲーム性が話題になり、DMMのランキングの上位に入るようになった。
2018年8月には大幅アップデートが行われ、第2章と覚醒能力が実装された。
2020年7月10日をもってオンラインサービスを終了。サービス終了と同日にCAMPFIREにてSteam版の開発のクラウドファンディングが開始となった。それに先立ち、サービス終了の1ヶ月前の2020年6月10日に運営Twitterにてダウンロード版を遊びたいかについてのアンケートが行われ、「ダウンロード版でも遊びたい」を選んだ人が76.5%となっていた。クラウドファンディングは開始2時間足らずで目標額に到達したことが運営Twitterより発表され、Steam版の開発が開始されることとなった。
2021年5月18日、テクノードより買い切り型のオフラインゲームとしてSteam版の配信が開始。2022年3月31日より配信元のテクノードの解散に伴い購入停止状態となっていたが、同年5月20日よりコンテンツ譲渡が完了し配信が再開された。

## システム
プレイヤーはガチャなどで入手できるユニット、「政霊」を最大6人までパーティーに組み込み、「戦挙」に臨むことになる。
各政霊はそれぞれに異なった能力を持っており、使い分けが重要になる。政霊それぞれに出撃に必要な「マナ」が設定されている。強力な政霊ほど必要マナが多い。
戦挙が行われるマップには自軍の本拠地である「議事堂」、敵の本拠地である「城」、敵の出撃拠点である「砦」「穴」、マナの生産拠点である「村」、それぞれを繋ぐ「道」が存在する。
基本的に政霊とヤトーは全て道に沿ってしか動けない。ただし、飛行タイプのヤトーは道を無視して移動する。
敵の城や砦、穴からは次々と敵である「ヤトー」が現れ議事堂に向けて進軍してくる。ヤトーに議事堂の耐久力をゼロにされるとそのマップは敗北となる。またマップごとに設定された制限時間がゼロになっても敗北である。
敵の城と砦は政霊の攻撃で耐久力を減らして陥落させることができる。城を陥落させたらそのマップはクリア。砦は落とすと自軍出撃拠点として用いることができるようになる。ただし、自軍砦は敵の攻撃を受けてしまい、砦耐久力がゼロになるとその砦は再び敵のものになってしまう。
議事堂からは一定周期ごとに「モチベウェーブ」というものが発生する。これを受けないと政霊はその能力を発揮できず、全ての能力が激減してしまう。マップには複数の「村」が存在しており、モチベウェーブを受けた村は政霊が通過することで解放でき、解放後はモチベウェーブ発生ごとにマナを生産してくれるようになる。さらに解放済みの村・砦はモチベウェーブを増幅させる機能を持っており、議事堂から発せられたモチベウェーブは解放済みの村・砦を経由して広げることができる。
ユニットである「政霊」にはHPの概念はなく、敵に攻撃されることは一切ない。ただし、同時にヤトーからも基本的に無視されてしまうため、足止め系能力を持っているのでない限り、ヤトーの侵攻を妨害することはできない。
政霊は各々別々の「スキル」を持っており、出撃後一定時間経過で使用できるようになる。一度使用すると使用には再度時間が必要になる。
ステージクリア後は経験値やゴールドが精算される。経験値はまずプレイヤー(総理)自身の経験値として手に入った後、戦挙に参加した政霊に均等に振り分けられる。なお、一部条件を満たした政霊は獲得経験値にボーナスが入る。また、レベルがマックスになっている政霊には一切経験値は入らず、他の政霊に分割して加算される(例:6人のパーティーで2人レベルマックスの政霊がいた場合、残り4人で四等分される)。
ゴールドは主にガチャ(ノーマルガチャ)に用いる。ノーマルガチャからは好感度アイテムなどが手に入り、政霊にプレゼントすることで好感度を上げ、政霊の能力を強化することができる。

## 政霊一覧
シノブ・イチハシ
総理をサポートする秘書政霊。「光認の試練」を受けていないため、戦挙には出撃できない。
彼女の好感度を上げると、城と砦の耐久力が上昇し、さらにモチベウェーブの発生感覚が短くなる。
ナイカク
鳥のような真っ白な生物。政霊の一人であるが、明らかに人間ではなく、さらに一人称が「ボク」であるなど人格が男性である点で他の政霊とは一線を画す。口はやや悪い。
シノブと同じく総理のサポートを担当するが、「光認の試練」を受けていないため、戦挙には出撃できない。
彼(?)の好感度を上げると選挙開始時のマナが増大する。
近接タイプ政霊
近接系武器で敵を攻撃する政霊。基本的に地上の敵しか攻撃できない。
全体的に能力のバランスが良く、またほとんどの政霊は攻撃したヤトーの動きを一定時間止める「スタン」能力を持っているため、足止めとして多くのマップで役に立つ。
ヒラリィ・イトウ
キティ・クローダー
アリシア・ヤマータ
タルア・カツラ
リン・ハヤシ
ユーリア・アベ
イシュリーヌ・シデハラ
アシュリー・カツ
ジェニファー・エトウ
タティアナ・エノモト
チェリッシュ・ヤマオカ
ナターシャ・ナベシマ
イオナ・オオヤマ
リューナ・ゼヨ・サカモト
マセッタ・テラウチ
コリス・ウチダ
ケイト・キヨーラ
ダーシー・キド
ジェルソミーナ・シナガワ
スー・カバヤマ
エリカ
エリナ
エリサ
射撃タイプ政霊
弓・銃・大砲などで敵を攻撃する政霊。
射程が長く、さらに空中の敵にも攻撃できるのが特徴。
コーデリア・ヤマモト
キララ・タナカ
ティアラ・イヌカイ
キャロライン・ヒラヌマ
カルロッタ・スズキ
カーラ・イノウエ
シャーロット・ゴトウ
カテリーン・タニ
ナタリー・サノ
マーシャ・マツカタ
シェロブ・ビッグベア
サブリナ・カトー
ティターニィ・カトー
トルーディ・オオクボ
マージョリー・オオムラ
ネリー・ダテ
シルヴィア・コムラ
アオバ
ワカバ
クレハ
マツバ
魔法タイプ政霊
魔法の道具で敵を攻撃する政霊。
基本的に長射程・範囲攻撃で群れで襲ってくるヤトーに強い。また、物理耐性の高いヤトーに対しても有効打になる。
サラ・サンジョウ
トリクシィ・ハラ
オフェーリア・ハマグチ
ニコラコポーロゥ・ヒガシクニ
ケイシア・オカダ
プリミュラ・コノエ
クレア・コイソ
ミレイア・ヨナイ
ジル・ヨシダ
デメトリア・イワクラ
ビアトリス・シマヅ
リーノ・フォレスト
ユノ・オザキ
キンバリー・サイオンジ
マロン・サイトウ
コニィ・ヒロタ
マクシーン・ヤマダ
パティーニ・ムラタ
サン
シュウ
シホ
リッポ
重装タイプ政霊
ハンマーや斧などの重量級武器で戦う政霊。
近接タイプに近いが、全体的に攻撃速度が遅い代わりに多くの政霊が範囲攻撃を持っている。地上から襲ってくる多数のヤトーを足止めする能力に長けている。
コレット・タカハシ
ビッキー・トウジョウ
タイス・イタガキ
ミランダ・ノヅ
フューリー・ヤマカワ
レイシィ・ワカツキ
モリー・サイゴウ
ツグミ・サイゴウ
ミッシェル・ムツ
エレナ